# Мартин Кели
Мартин Кели (енгл. Martin Ronald Kelly; 27. април 1990) је професионални фудбалер који игра одбрамбеног играча за Кристал палас.
Мартин Кели је био у Ливерпулу од своје седме године и до првог тима се пробио уз напредак кроз омладинску академију клуба.
26. марта 2009. Кели је послат на позајмицу у Хадерсфилд таун, тим из Прве Енглеске лиге. Док је био на позајмици је постигао први гол у професионалној каријери.
После повратка у клуб, Кели је највише добијао шансу из другог плана, најчешће због повреда Глена Џонсона, који је први избор за позицију десног бека у Ливерпулу. После повреде Гарија Кахила је позван да игра за енглеску репрезентацију на Европском првенству у фудбалу 2012..